# Ctenomeristis
Ctenomeristis is een geslacht van vlinders van de familie snuitmotten (Pyralidae), uit de onderfamilie Phycitinae.

## Soorten
- C. albata Horak, 1997
- C. almella (Meyrick, 1879)
- C. ebriola Meyrick, 1934
- C. kaltenbachi Roesler, 1983
- C. ochrodepta Meyrick, 1929
- C. paucicornuti Horak, 1997
- C. sebasmia Meyrick, 1887
- C. shafferi Horak, 1997
- C. subfuscella (Hampson, 1901)
- C. vojnitsi Roesler, 1983